# Армянская фондовая биржа

Логотип компании Армянской фондовой биржи в 2001—2008 годах (Armex)

Фондовая биржа Армении (до 1 января 2019 года называлась NASDAQ OMX Armenia) является единственной фондовой биржей, действующей в Армении. Была основана в феврале 2001 года.
Была создана в 1997 году как Союз участников рынка ценных бумаг, а в ноябре 2000 года сменила название на Фондовая биржа Армении (ФБА).
Основными направлениями деятельности биржи являются листинг ценных бумаг, организация публичных биржевых торгов ценными бумагами и иностранной валютой, раскрытие информации по компаниям, проходящим листинг и результатам биржевых торгов. В соответствии с Законом РА «О регулировании рынка ценных бумаг» биржа уполномочена также осуществлять процедуру регистрации ценных бумаг.
В сентябре 2020 года было объявлено, что Варшавская фондовая биржа заинтересована в приобретении 65% акций AMX. 24 мая 2022 года Центральный банк Армении одобрил приобретение Варшавской фондовой биржей 65,03% акций Армянской фондовой биржи. 28 июня 2022 года Варшавская фондовая биржа приобрела 65,03% акций Армянской фондовой биржи.